# 红花园站
红花园站是位于贵州省遵义市桐梓县娄山关街道娄山村的一个铁路车站，邮政编码563203。车站建于1965年，有川黔铁路经过该站，车站及其上下行区间均已电气化，距离重庆站255公里。车站隶属成都铁路局遵义车务段，是五等站，客运每日有一对慢车停靠。